# Anatolij Hryzenko
Anatolij Stepanowytsch Hryzenko (* 25. Oktober 1957 in Bahatschiwka) ist ein ukrainischer ehemaliger Luftwaffenoberst und Verteidigungsminister der Ukraine.

## Leben
Nach dem Abitur 1974 studierte Hryzenko an der Hochschule für Luftwaffeningenieure in Kiew, welche er 1979 als Diplom-Ingenieur abgeschlossen hat. Nach dem Studium begann er eine 25-jährige Militärkarriere, während der er Posten beim Verteidigungsministerium und dem Generalstab der ukrainischen Streitkräfte innehatte. Außerdem dozierte Hryzenko an der Militärhochschule in Kiew.
1993 absolvierte er das Fremdspracheninstitut des US-amerikanischen Verteidigungsministeriums und ein Jahr danach auch die Air University auf der Maxwell-Gunter Air Force Base, USA. 1995 kam dazu auch ein Abschluss an der Akademie der Streitkräfte der Ukraine.
Nach dem Ausscheiden aus dem aktiven Dienst leitete Hryzenko den analytischen Dienst des nationalen Sicherheits- und Verteidigungsrates der Ukraine. Seit 1999 war er Präsident des Rasumkow-Zentrums für politische Studien. Hryzenko ist promovierter Ingenieur (Kandidat der technischen Wissenschaften) und Oberst der Luftwaffe a. D.
2004 war Hryzenko im Wahlstab des Präsidentschaftskandidaten Wiktor Juschtschenko tätig, dabei soll er wegen seiner Erfahrungen in Meinungsforschung beim Rasumkow-Zentrum die Wahlkampagne analytisch unterstützt haben.
Nach dem Wahlsieg von Juschtschenko wurde Anatolij Hryzenko, Verteidigungsminister der Ukraine im Kabinett von Julija Tymoschenko und dann auch in dem von Juri Jechanurow.
Verteidigungspolitisch stellte Hryzenko auf die Annäherung an die Nordatlantische Allianz ab und wollte die ukrainischen Streitkräfte auf Reformkurs bringen (erste Schritte: Kürzung der Wehrpflicht von 18 auf 12 Monate und Reduzierung der Truppe), um sie für einen eventuellen NATO-Beitritt des Landes fit zu machen. Diese Politik wurde weitgehend vom amtierenden Präsidenten Juschtschenko und dem Außenminister Tarasjuk unterstützt. Seit der Ernennung von Hryzenko nahmen die Kontakte zwischen der Ukraine und NATO erheblich an Intensität zu.
Als nach den Parlamentswahlen 2006 eine prorussische Regierung unter Wiktor Janukowytsch gebildet wurde, blieb Hryzenko zwar im Amt, da der Posten des Verteidigungsministers laut ukrainischer Verfassung vom Staatspräsidenten vergeben wird, er konnte jedoch seine Politik der Annäherung an die NATO nicht wie zuvor fortsetzen. Nach den Parlamentswahlen 2007 wurde er durch den ehemaligen Ministerpräsidenten Jurij Jechanurow ersetzt. Hryzenko war Präsidentschaftskandidat bei der Präsidentschaftswahl in der Ukraine 2010 und 2014.
Im Zusammenhang mit der völkerrechtswidrigen  Annexion der Krim durch Russland wurde Hryzenko vom dortigen Parlament auf eine Liste der auf der Krim unerwünschten Personen gesetzt.
Er ist Vorsitzender der ukrainischen Partei Bürgerliche Position und trat mit dieser bei der Parlamentswahl in der Ukraine im Oktober 2014 an.
Bei der Präsidentschaftswahl in der Ukraine 2019 erreichte er am 31. März 2019 im ersten Wahlgang den fünften Platz.
Anatolij Hryzenko ist mit der Journalistin Julija Mostowa verheiratet.